# Округ Френклин (Вирџинија)
Округ Френклин (енгл. Franklin County) је округ у америчкој савезној држави Вирџинија.

## Демографија
По попису из 2010. године број становника је 56.159, што је 8.873 (18,8%) становника више него 2000. године.
| Група             | 2000.          | 2010.          |
| Белци             | 41.749 (88,3%) | 49.072 (87,4%) |
| Афроамериканци    | 4.420 (9,3%)   | 4.575 (8,1%)   |
| Азијати           | 169 (0,4%)     | 252 (0,4%)     |
| Хиспаноамериканци | 573 (1,2%)     | 1.424 (2,5%)   |
| Укупно            | 47.286         | 56.159         |